# Solos en la oscuridad
Solos en la oscuridad (en Inglés: Alone in the Dark) es una película estadounidense de terror y slasher de 1982 coescrita y dirigida por Jack Sholder y protagonizada por Jack Palance, Donald Pleasence y Martin Landau. Fue la primera película del director y una producción temprana de New Line Cinema. El eslogan de la película es: "¡Ellos están fuera buscando sangre... No dejes que te encuentren!".

## Argumento
Dr. Dan Potter es el reemplazo para el Dr. Harry Merton, psiquiatra de asilo psiquiátrico del Dr. Leo Bain. Dr. Bain opera el paraíso a través de métodos muy indulgentes. Los pacientes del piso tercero (paranoico exprisionero de guerra Frank Hawkes, predicador pirómano Byron Sutcliff, abusador de niños obesos Ronald Elster y maníaco homicida John "purga" Skaggs) tratan sus Dr. Potter con hostilidad mixto. En su primera reunión, Hawkes casi explota al Dr. Potter mientras se va. Por la noche, sin embargo, Hawkes dice a los demás que "el nuevo médico mató a Harry Merton, y ahora quiere matarnos". Los demás lo creen, y están de acuerdo en que le ayudara a matar Dr. Potter. Ray Curtis, el único guardia en el 3 ° piso, oye por casualidad el esquema de cuarteto y le dice a Dr. Potter en ello, pero el Dr. Potter desestima los temores de Curtis como injustificada. 
Un día, Sutcliff pone su abrigo en el fuego y el Dr. Bain logra sofocar en forma de Sutcliff con la amenaza de "lo dividido por la mitad." Mientras tanto, el Dr. Potter trata de hablar con Frank Hawkes sobre su conexión con el Dr. Harry Merton, y sobre el plan de Ray Curtis escuchó. Hawkes recuerda el Dr. Potter que no debe tomar las advertencias de Curtis en serio. Otro día, mientras espera en el consultorio del Dr. Potter, Ronald Elster mira a través de correo sin abrir el Dr. Potter para encontrar a su domicilio y ve una foto de la joven hija del doctor. En la casa del Dr. Potter, Dan Potter vive con su espíritu libre esposa Nell y su precoz hija Lila, así como su hermana Toni, que viene a visitar después de un tratamiento exitoso para un colapso mental. 
Toni lleva Dan y Nell para ver Los Sic F * cks en un club nocturno, para gran disgusto de Dan. Mientras juegan eléctrica de la ciudad se apaga. Dan en el momento se alegra. Mientras tanto, los hombres de la tercera planta se despiertan y comienzan a llevar a cabo su plan. Sutcliffe y Elster matan Curtis y los cuatro de escape en el coche de un médico la noche. Conducen a una tienda en medio de un operativo para recoger la nueva ropa y armas. Skaggs mata a un transeúnte inocente salpicando a cabo sus entrañas y huye, los otros toman la camioneta del hombre asesinado y marcharse. 
Al día siguiente, Dan llega al hospital para aprender de Bain acerca de los cuatro pacientes fugados y de las personas que murieron. Con el poder todavía fuera de un corte de energía en todo el estado aparente, Dan tiene que informar a la policía acerca de los cuatro locos que andan sueltos. En un barrio cercano, Hawkes, predicador, y Ronald están impulsando alrededor y el tormento de un mensajero en bicicleta y cuando las bocas hombre frente a ellos, llamando Hawkes un "imbécil" al enfurecido Hawkes lanza la camioneta en reversa y se abre camino en el mensajero de la bicicleta. 
En la casa de Dan, Evangelista llega con el sombrero de la mensajería en bicicleta y uniforme diciendo Nell que tiene un telegrama para el médico. Nell se ofrece a llevarla, pero Predicador dice que va a volver más tarde. Nell se asustó un poco por el extraño comportamiento del predicador. Después deja Predicador, Toni dice Nell que la acompañara a una protesta antinuclear que está pasando en la ciudad. Un poco más tarde, después de que Toni y Nell se van, Lyla llega a casa a una casa vacía, y Ronald está ahí, que dice ser su niñera. Ronald es amable con Lyla, pero ella es un poco perturbado por su extraño comportamiento. Ronald sugiere ir a la habitación de Lyla para mostrarle cómo hacer diferentes formas de origami. 
Por su parte, Toni y Nell están en la cárcel después de haber sido detenidos junto con docenas de otros manifestantes. Toni conoce a una cierta Tom Smith, uno de los detenidos con ellos durante la manifestación. Cuando es el momento de hacer sus llamadas telefónicas, Tom le Toni utilizar su turno en el teléfono cuando ella llama Dan en el hospital para decirles dónde están y para rescatarlos. Dan entonces llama Bunky (Carol Levy), bienes niñera de Lyla, para ir a su casa para asegurarse de que está bien Lyla. Bunky llega a la casa de Dan y después de mirar a su alrededor, encuentra Lyla dormido en su cama. Bunky luego llama a su novio, Billy, y le invita a venir en más. Billy llega un poco más tarde y Bunky lo invita a la habitación principal para que puedan tener relaciones sexuales. Mientras que hace en la cama, Bunky oye un ruido en el armario y le pide a Billy para comprobar que funciona. Él se tira debajo de la cama y un cuchillo se clavó a través de la cama varias veces a Bunky que es capaz de esquivarlo. Bunky salta de la cama y corre hacia la puerta del dormitorio. Justo cuando Predicador sale de debajo de la cama, Bunky sale corriendo de la habitación sólo para ser agarrado por Ronald que la estrangula a la muerte. 
Más tarde, Dan llega a casa con Nell, Toni y Tom cuando ven policías por toda la casa. Lyla está bien, ya que ella les habló de Ronald que estaba allí, pero la policía al parecer no sabe acerca de la Bunky asesinados y Billy. Tom pide que se quede a cenar y Dan también invita Detective Barnett permanecer así en caso de que alguno más de los pacientes que escaparon de Dan pagar una visita. Esa tarde, el Dr. Bain está tratando de obtener una bodega de Dan en el teléfono, pero él está consiguiendo ninguna respuesta. Al caer la noche, la familia Potter está cenando cuando Detective Barnett sale a la calle después de oír un ruido. A medida que la familia y Tom reloj desde una ventana, una ballesta se dispara y Barnett es golpeado y clavado a un árbol. El grupo reacciona rápidamente y comienza a asegurarse de que todas las puertas y ventanas de la casa están cerradas, pero también aprender de que el teléfono está muerto. Toni tiene demasiado miedo de ir arriba solo por que ella le dice a Dan que una vez tuvo una crisis y pasó un tiempo en un hospital mental. Tom sube las escaleras en lugar y asegura que todas las ventanas. Cuando Dan mira hacia atrás, afuera, se ve que el cuerpo de Barnett se ha ido. 
Después de una flecha se disparó a través de una ventana, Tom y Dan, así como barricada de la puerta principal con muebles algunas de las ventanas como pernos más ballesta se tiran por las ventanas también. Mientras tanto, Bain es contada por el operador telefónico que la línea telefónica a la residencia Potter está fuera de servicio. Él se dispone a la residencia Potter. En la casa, el grupo escucha un coche que se acerca y es Bain que sale y les dice que sus teléfonos están fuera de servicio. Dan y los otros gritan Bain para volver en su coche y en coche. Después de Dan le grita a Bain que los "navegantes" hay, Bain decide que lo mejor sería tratar de hablar con ellos y les dice en voz alta. Predicador sale de su escondite entre los arbustos y Bain (que es tan loco como todos los demás psicópatas) intenta hablar con él para volver a un hospital cercano. Predicador responde airadamente por cortándole la oreja izquierda de Bain con su cuchillo Bowie y luego trata de entrar en la puerta principal cuando Dan lo abre para tratar de ayudar. Bain corre de nuevo a su coche y predicador se vuelve hacia él y corre al lado del vehículo y le grita "Romanos 12.19: Mía es la venganza, dice el Señor" Predicador saca su hacha y la hace girar. Un minuto más tarde, Tom se ve por la ventana y ve que no hay nadie dentro del coche de Bain. 
Dan trata de gritar a los hombres fuera y les dice que él no asesinó Dr. Merton, pero no obtiene respuesta. De repente, el cuerpo muerto de Barnett es lanzada por Ronald través de una ventana, y el grupo de pilas de muebles en su contra como Hawkes dispara otro rayo a través de la ventana rota. Toni cree ver otra ventana abierta y cuando ella va a cerrarla, un cuerpo con sangre salta por la ventana hacia ella. Pero ella sólo imaginado. Cuando Dan le pregunta lo que está mal, Toni dice: "Me estoy poniendo enfermo de nuevo". Minutos más tarde, cuando el grupo se huele el humo, Dan se da cuenta de que debe haber Predicador roto en el sótano y se planea prender fuego a la casa. Cuando Nell va a buscar el extintor de incendios, se encuentra con el Bunky muertos y Billy en un armario. Dan baja hasta el sótano, y se esfuerza con el predicador y lo golpea con el extintor de incendios, y apaga el fuego. Arriba, Ronald irrumpe en la casa de la cocina la puerta de atrás y corre para el grupo con un bate de béisbol. Lyla patos bajo una mesa y le corta la pierna con un cuchillo, y Tom se balancea un gran cuchillo en la espalda. Tom entonces coge un bate de béisbol de Ronald y golpea la cuchilla en el más allá, y Ronald se cae muerto. 
Dan decide hacer carrera para él y él sale corriendo para llegar al coche de Bain para tratar de puentear a alejar y obtener ayuda. En el interior, Tom abraza un Toni sacudido .... y la sangre comienza a brotar de su nariz. Nell ve esto y de inmediato se da cuenta de que Tom realmente es. Tom / Skagg envuelve sus manos alrededor del cuello de Toni y comienza a estrangularla. Dan corre hacia el interior cuando oye los gritos y agarra Tom lejos de su hermana. Lyla da a su madre el cuchillo y apuñala a Nell Tom en el estómago, causándole la muerte. De repente, Predicador sale del sótano y Dan lucha con él. Dan logra torcer el cuchillo grande de la mano del predicador, y lo apuñala en el pecho con ella luego lanza el Predicador fatalmente herido de nuevo en el sótano. Como Dan, Nell, Lyla y Toni se reúnen para una mayor comodidad, Hawkes aparece de pie en la puerta de la cocina con su ballesta dirigido directamente a ellos. "No somos sólo nosotros los locos que matan", dice Hawkes. De repente, la luz se vuelve a encender y Hawkes ve Dr. Merton entrevistado en un informativo de televisión. Evidentemente molesto, Hawkes rompe el televisor y sale de la casa y sale corriendo hacia la noche. Hawkes camina por la ciudad y pasa a la discoteca donde los Fucks enfermos están jugando. Entra en el club y da una paliza al portero fuera quien lo insulta. En el club, Hawkes observa la banda de punk rock realizan, cuando una chica golpeó a cabo en materia de drogas se acerca a Hawkes y dice algo. Él saca su pistola calibre .45 y le apunta a su cuello. Ella lo mira y se ríe, y lo mismo ocurre Hawkes.

## Reparto
- Jack Palance ... Frank Hawkes
- Donald Pleasence ... Dr. Leo Bain
- Martin Landau ... Byron 'Predicador' Sutcliff
- Dwight Schultz ... Dr. Dan Potter
- Erland van Lidth ... Ronald 'Fatty' Elster
- Deborah Hedwall ... Nell Potter
- Lee Taylor-Allan ... Toni Potter
- Phillip Clark ... Tom Smith
- Elizabeth Ward ... Lyla Potter
- Brent Jennings ... Ray Curtis
- Frederick Coffin ... Jim Gable
- Phillip Clark ... Skaggs alias El Sangrador

## Producción
Mientras escribía el guion de Solos en la oscuridad, Jack Sholder se inspiró en los escritos de R. D. Laing, que la teoría de que "psicóticos" eran en realidad las personas que tienen dificultades para adaptarse a un mundo ya psicótico. El personaje del Dr. Leo Bain se suponía que era una especie de parodia de Laing. 
La idea original de Jack Sholder para la película era que la historia fuese sobre pacientes mentales que escapan durante un apagón en Nueva York y la mafia que se utiliza para detenerlos. Debido al bajo presupuesto que se volvió a prever para ocurrir en una escala más pequeña fuera de Nueva York. Fue el productor Robert Shaye quien en realidad se le ocurrió la idea del personaje de 'La purga'. Shaye le gusta la idea de un asesino enloquecido que siempre ocultó su rostro y se reveló más tarde en la película.
La escena en la que Ronald Elster agarra a Bunky por el cuello y la levanta del suelo se hizo sin ningún efecto especial. Erland Van Lidth (Elster) fue un levantador de peso increíble y realmente se apoderó de Carol Levy por el cuello y la levantó para el tiro. 
El artista de efectos de maquillaje Tom Savini fue contratado específicamente para crear la aparición monstruo horrible que Toni tiene. Savini consigue el efecto sorprendente, cubriendo un actor en una mezcla de Rice Krispies y jabón. 
En el guion se suponía que el personaje de Jack Palance a matar al conductor fuera del Haven. Sin embargo Palance se negó a hacer la escena diciendo que no era necesario que él sea visto matar a alguien de la audiencia para saber que él era un personaje peligroso. La escena nunca se rodó. 
La película fue una de las primeras películas de terror que se hicieron con sonido Dolby Stereo. El nivel de sonido avanzado a menudo apagar los sistemas de altavoces en los cines de más edad, mientras que la película se estaba exhibiendo.

### Música
En el guion original de la banda punk que Toni arrastra Dan y Nell para ver se llamaba Nicky Nothing y The Hives. Cuando The Sick Fucks, un grupo de punk real, aterrizó el concierto que la banda de punk de la película su nombre real fue del agrado tanto que se mantuvieron para la película. 
La primera escena de tocones con The Fucks enfermos que realizan se rodó en silencio sin la música. La banda y el público tuvieron que imitar sus actuaciones durante la película y la canción 'Chop Up Your Mother' tuvo que ser llamado en adelante. 
Uno de los miembros de The Fucks enfermos se topó con la estrella Jack Palance años más tarde en las calles de Nueva York. Él le dijo a Palance que él era uno de los Fucks Enfermos de la película y Palance respondió: «En esa película estábamos todos jodidamente enfermos».

## Recepción
El film llegó y se fue de las salas tranquilamente; fue considerada simplemente como otra película slasher que seguía la tendencia creada por Halloween y Viernes 13. Sin embargo, desde entonces ha ganado notoriedad por ser una de las películas de terror con uno de los temas más inteligentes de los años '80. Allmovie llamó a la película "una de las mejores (y más subversivas) entradas en el boom slasher de los años '80".
La película actualmente tiene una puntuación de 71% "fresco" en Rotten Tomatoes, basada en 7 opiniones.
Por su actuación, Elizabeth Ward fue elegida la Mejor Actriz en el Festival de Cine de Sitges 1983.

## Legado
La película fue lanzada en DVD por Image Entertainment, por primera vez en 2005. 
En 2008 la banda de rock indie Walkers litio hicieron una canción homenaje a la película titulada "Alone in the Dark". El baterista grupos cita esto como una de sus películas favoritas. La canción forma parte de un álbum llamado Midnite Matinee, una serie de canciones lleva el nombre de las películas de terror de los años 80. 
Durante su entrevista para el documental Behind the Curtain Part II (2012), el escritor/director Jack Sholder dijo que consideraba que Solos en la oscuridad es una de sus películas más subestimadas y a la vez una de sus favoritas.